# Ordinador LEO
L'ordinador LEO, també conegut com LEO I, va ser el primer ordinador comercial de la història. Aquest suposà un abans i un després en la història de la computació.
Fa més de 50 anys, en el 1951, LEO I (Lyons Electronic Office I), esdevení el primer ordinador de la història destinat als negocis.
Aquest fou dissent per Oliver Standingford i Raymond Thompson de J. Lyons & Company. No obstant, el seu predecessor és l'ordinador EDSAC, ideat i creat per la Universitat de Cambridge. Aquesta va permetre una "inspiració" en el disseny de LEO, a canvi de certa ajuda econòmica.
LEO I posà en funcionament la seva primera aplicació de negocis en 1951.

## Història

### Antecedents
L'origen d'aquest ordinador es remunta a la dècada dels anys 20, quan l'empresa alimentària britànica, J. Lyons & Co, va contractar a un jove graduat en el grau de matemàtiques per la Universitat de Cambridge, John Simmons. La feina pensada per a ell era supervisar l'organització dels processos comercials i la informació de gestió. El matemàtic va acomplir amb el seu treball i va establir una sèrie d'innovacions per modernitzar aquests procediments tradicionals que utilitzaven.
Això provocà que en l'any 1932, l'empresa crees l'oficina de recerca de sistemes.
En l'any 1932, l'empresa envià dos dels seus directius, Oliver Standingford i Raymond Thompson, als Estats Units per buscar nous mètodes de negoci després de la Segona Guerra Mundial.
En aquell viatge van veure els primers ordinadors elèctric, com l'ENIAC.
Seguidament, van veure el potencial que aquests tenien per resoldre problemes de contabilitat o fer processos d'una forma automàtica més ràpida.

### Col·laboració amb EDSAC
Mentrestant, la Universitat de Cambridge estava treballant en el desenvolupament d'un altre ordinador general, l'EDSAC.
En la seva tornada dels Estats Units, Standingdord i Thompson van visitar als informàtics Hartree i Wilkes a Cambridge. Aquests van quedar impressionats amb la seva experiència técnica i la seva visió.
Hartree i Wilkes van explicar que EDSAC estaria finalitzat en deu o divuit mesos. No obstant, van dir que aquest període es podria reduir si tinguèssin finançament addicional.
Standingford i Thompson van escriure a la junta de Lyons. Deien que la companyia havia d'adquirir o construir un ordinador per satisfer les seves necessitats de negoci.
La junta arribà a l'acord de que, com a primer pas, Lyons proporcionaria a Hartree i Wilkes 3,000 lliures pel finançament del projecte EDSAC. A més a més, se'ls proporcionaria els serveis d'un enginyer elèctric de Lyons, anomenat Ernest Lenaerts.
EDSAC va estar llesta i fent servir el seu primer programa al maig del 1949.

### Creació de LEO
Després de la finalització amb èxit d'EDSAC, la junta de Lyons va acordar l'inici de la construcció de la seva pròpia màquina. Aquesta màquina estaria basada en el disseny d'EDSAC.
La màquina de Lyons es va batejar amb el nom de Lyons Electronic Office (LEO).
Per recomanació de Wilkes, Lyons va reclutar a John Pinkerton, un enginyer de radar i estudiant de recerca a Cambridge. Pinkerton seria el cap d'equip pel projecte.
Lenaerts tornà a Lyons per traballar en el projecte, i Wilkes instruí a l'enginyer Derek Hemy de Lyons, qui s'encargaria d'escriure els programes per LEO.
La primera aplicació de negocis en ser portada a terme va ser la taxació d'una fleca. Aquesta fou inicialment executada com un programa de prova el 5 de Desembre de 1951, i LEO es va fer càrrec dels càlculs de taxació de les fleques el 29 de novembre de 1951.